# (21725) Zhongyuechen
(21725) Zhongyuechen (1999 RB132) – planetoida z grupy pasa głównego asteroid okrążająca Słońce w ciągu 5,14 lat w średniej odległości 2,98 j.a. Odkryta 9 września 1999 roku.